# Aldgate (quartier de Londres)

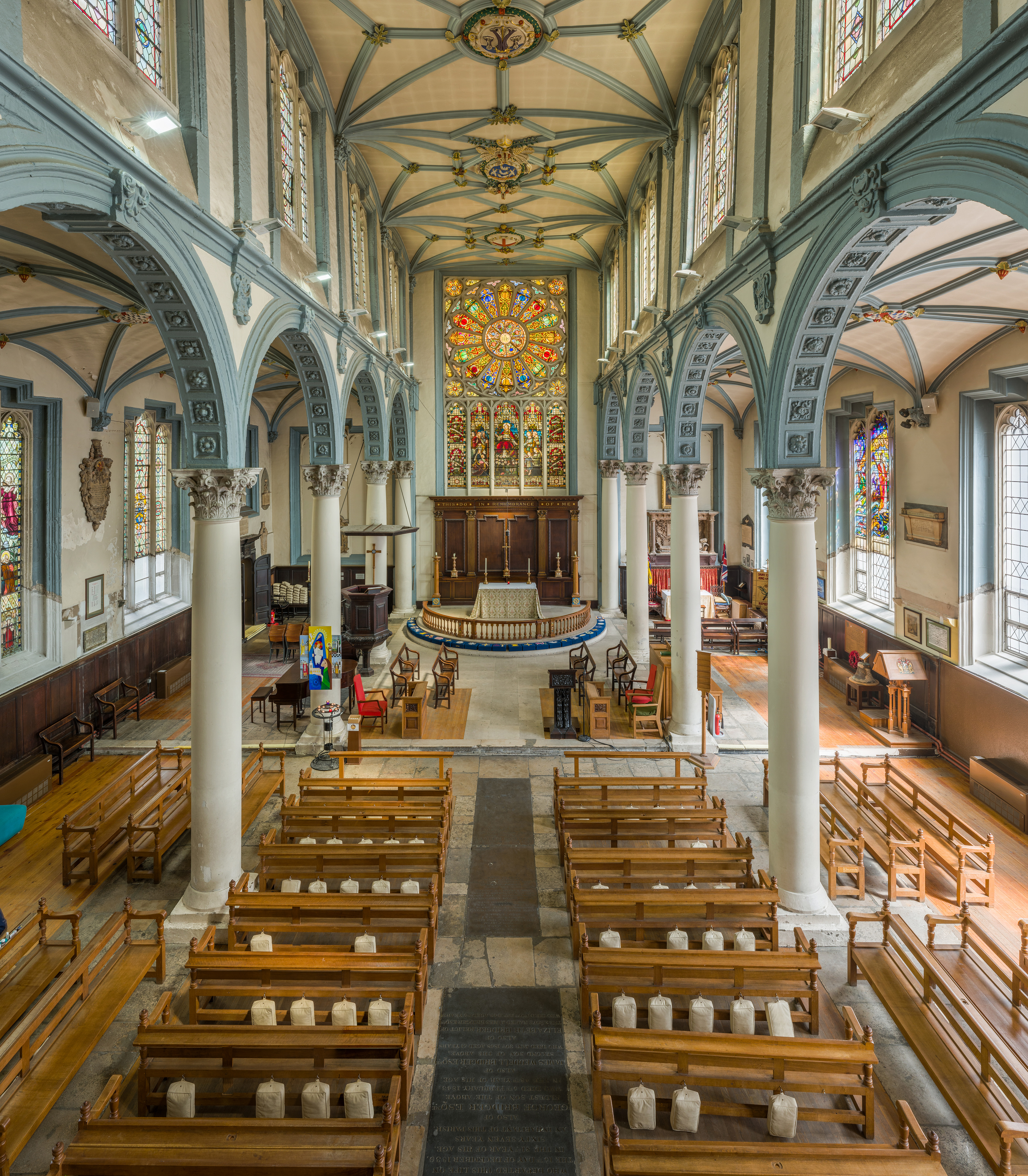
Intérieur de l'église St Katharine Cree dans Aldgate. Photo juin 2014.

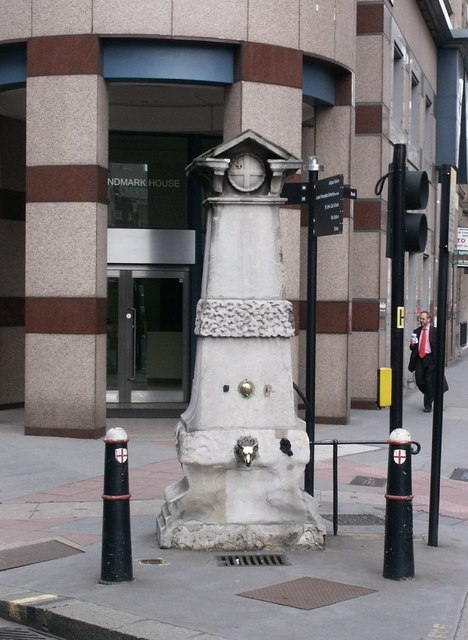
La fontaine historique d'Aldgate Pump.

Pour les articles homonymes, voir Aldgate.
Aldgate est l'un des 25 Wards (quartier traditionnels) de la Cité de Londres. Elle tient son nom du fait que l'une des six portes permettant de franchir le mur de Londres, enceinte qui avait été construite par les Romains afin de défendre Londinium, était construite sur son axe. Aldgate était la porte située le plus à l'est et menait aux quartiers de Whitechapel et de l'East End. Le secteur est désormais dominé par l'assurance, plusieurs compagnies y ayant leur siège.